# نیلو پکانها
نیلو پروکوپیو پکانها (۲ اکتبر ۱۸۶۷–۳۱ مارس ۱۹۲۴) سیاستمدار اهل برزیل بود. او از سال ۱۹۰۳ تا ۱۹۰۶ فرماندار ایالت ریو د ژانیرو بود و در سال ۱۹۰۶ به‌عنوان معاون رئیس‌جمهور برزیل برگزیده شد. او به دنبال مرگ رئیس‌جمهور آفونسو پنا، در انتخاباتی که در سال ۱۹۰۹ برگزار شد، به رئیس‌جمهوری برزیل رسید و تا سال ۱۹۱۰ در این سمت باقی ماند. او تنها رئیس‌جمهور مولاتو برزیل بود.